# メッサーシュミット Me163
Me 163 コメート
Me 163B-1a (1945年撮影)
- 用途：戦闘機
- 分類：迎撃戦闘機
- 製造者：メッサーシュミット社
- 運用者： ドイツ国防軍空軍
- 初飛行：1939年
- 生産数：約400機
- 生産開始：1942年
- 運用開始：1943年
- 退役：1945年5月
- 運用状況：退役

Me 163 コメート（Messerschmitt Me 163 Komet） は、第二次世界大戦時にドイツ空軍が開発した航空機史上唯一の実用ロケット推進戦闘機。「コメート（Komet）」とはドイツ語で彗星（英語ではコメット）の意。当時の記録映像では、ロケットエンジンならではの垂直に近い上昇力を見ることが出来る。

## 開発

### ロケット飛行機の誕生
ロケットエンジンを動力源とした航空機の開発は1920年代には各国で行われていたものの、初期のロケットエンジンは燃焼の制御が難しく、実験は常に爆発の危険が伴うものであった。1937年にドイツのヴェルナー・フォン・ブラウンがエチルアルコールと液体酸素を推進剤とした推力300kgの液体燃料ロケット A1を開発すると、これに着目したハインケル社のエルンスト・ハインケル博士により、Bf 109との制式採用争いに敗れた自社の単発単座レシプロ機 He 112 にこれを搭載した。
1937年6月には離陸から着陸まで全てをロケット動力のみで行う純粋なロケット飛行に世界に先駆けて成功し、ロケット飛行機の実用化に先鞭を付けた。

### 実用化と開発
Me163誕生のきっかけは1938年、ドイツ滑空機研究所のアレクサンダー・リピッシュが製作した無尾翼モーターグライダー機DFS 39に、ヘルムート・ヴァルターの開発する高濃度の過酸化水素を主成分とするT液とヒドラジンとメチルアルコールを主成分とするC液を使用するHWK-R1ヴァルター式ロケットエンジン搭載テストをドイツ航空省が申し入れたことによる（逆にリピッシュ側から売り込んだとする資料もある）。このロケット機はDFS 194と命名されると、1939年1月、空軍の計らいで部下10名を引きつれてメッサーシュミット社に入社したリピッシュは、自らの頭文字から命名したL部門なるロケット機開発部門を組織して製作にあたることになった。
ハインケル社によって同時期に開発が進められていたHe 176は1939年6月に初飛行を成功させたものの、ドイツ航空省からは開発打ち切りを告げられている。これに対しDFS 194はメッサーシュミット社で開発が続けられ、1939年末に初飛行を成功させるとドイツ航空省は続いて試作機3機の発注を行い、これらにはMe 163AV1〜V3という制式名称が与えられた。ロケット戦闘機開発においてハインケル社とメッサーシュミット社で明暗を分けた形になった。このことには多分に政治的な理由も考えられるが、He 176の直線翼などの従来の航空機とあまり違いのない設計に対し、無尾翼機というリピッシュ博士の設計の先進性が発注の理由となったとも考えられる。
DFS 194の改良型であるMe 163Aは、1941年の滑空テストではダイブ時に最大速度855.8km/hを記録して空力的な設計の確かさを証明すると、遅れて完成したHWK-R2-203を搭載してペーネミュンデにおいて8月13日にロケット飛行を成功させた。テストパイロットはハイニ・ディットマーで1941年10月2日のテストでは最大速度1,011km/h(マッハ0.84)を記録した。この当時としては破天荒な高速性能を受け、ドイツ航空省は実用化を決定し先行量産型Me 163B-0を70機発注した。
研究機の域を出ていなかったMe 163Aに対し迎撃戦闘機としての実戦配備を前提とされたMe 163Bは、Me 163Aと機体サイズはさほど変わらないものの全面的に再設計が行われた。ロケットエンジンの強化、燃料タンクの大型化、無線装置など諸装置の設置、機関砲の搭載などが行われ、制式番号は同じものの全く別の機体である。ロケットエンジンの開発は遅れていたが、1942年4月にはMe 163B-0の1号機が完成した。ところが開発者であるリピッシュ博士とメッサーシュミット博士は意見の違いから衝突を繰り返し、1943年5月にはリピッシュ博士は部下と共にメッサーシュミット社を退社してしまう。だがその後も開発はメッサーシュミット社のスタッフによって続けられた。リピッシュ博士はその後オーストリアのウィーン航空研究所の所長に就任して無尾翼機の研究を続け、彼の提唱したデルタ翼機は第二次世界大戦後のジェット機開発に大きな影響を与えることになる。

## 実用性

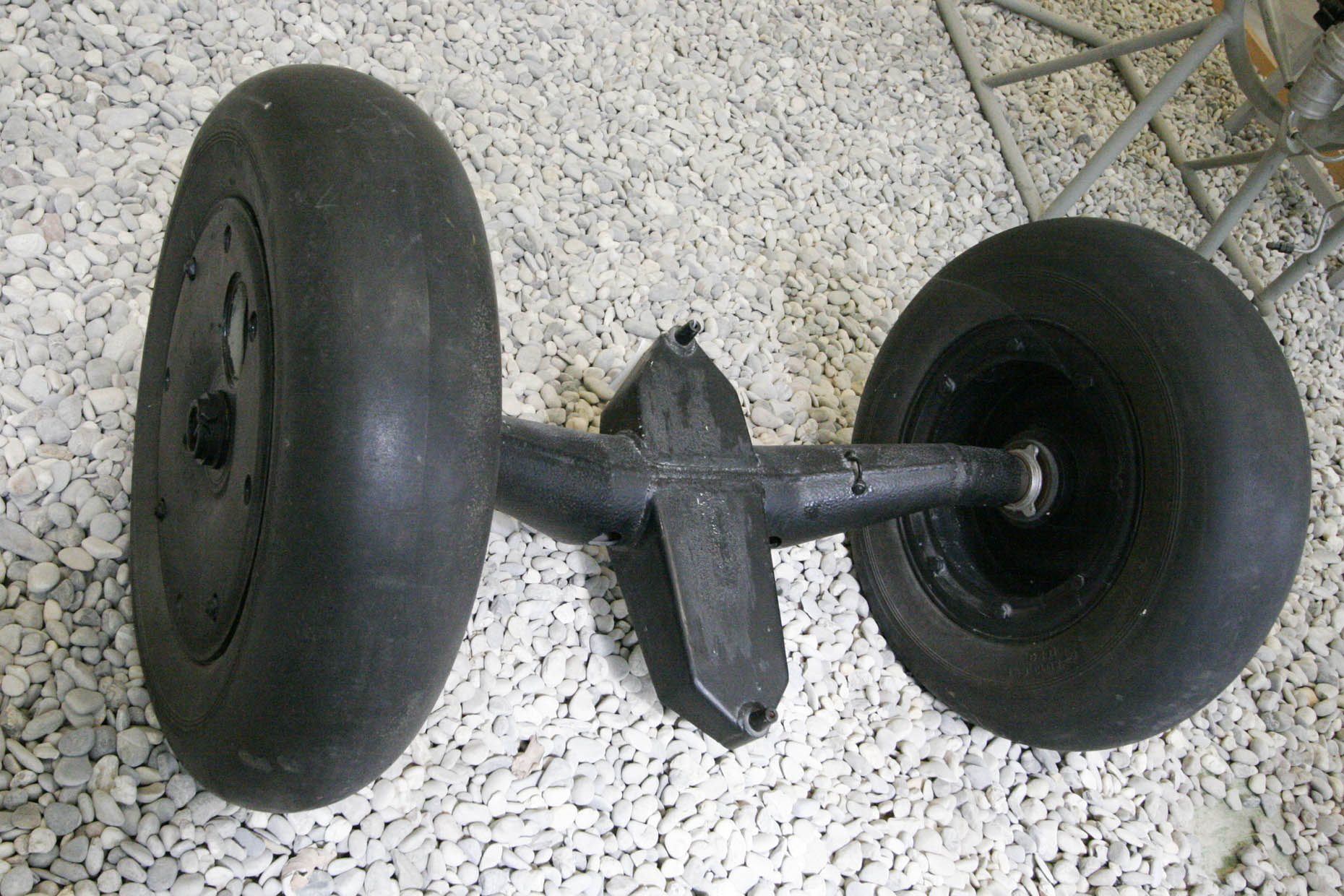
Me 163の投下式主輪

1944年5月13日に、ロケット・エンジン付きの戦闘機が初めて実用的な飛行を行った。この航空機は真っ赤に塗装されていた。パイロットはヴォルフガング・シュペーテで、この革命的な航空機で編成された最初のドイツ空軍部隊の基地となった、バード・ツウィッシェンアーンの上空を飛んだ。

最初に連合軍の爆撃機に遭遇したのは、1944年7月28日で、メルゼブルク付近であった。
連合軍はMe 163の驚異的な上昇力と高速に当初は驚愕したものの、航続距離が極端に短い事が判明し、同機が配備されていた飛行場を避けて通るようになった。こうしてMe 163は会敵することも出来なくなった。飛行場を移そうにも、Me 163は高温の燃焼ガスを噴出するため滑走路はその対策を施したものでなければならず、燃料と酸化剤も特別の保管施設が必要なため、移動は困難であった。また、その燃料と酸化剤は爆発性と腐食性が極めて強く、搭乗員や整備員は非戦闘時も常に生命の危険にさらされていた（Me 163のパイロットが不時着そのものでは無傷だったが、燃料漏れが発生して強い腐食性を持つ推進剤を浴び、死傷した例もある）。
ロケットエンジンの信頼性も低く、爆発や故障による不時着や墜落が続発した。空中戦の際には急角度上昇から水平飛行に移る際の機動に非常に気を使わないと、配管内の燃料に懸かる加速度の影響で燃料の供給が途絶して、ロケットエンジンが失火することがあり、また接敵できても敵機との相対速度差があまりにも大きいため射撃のタイミングを捉えるのが難しいと言う欠点があった。更に、エンジンの燃焼時間が短いため一度攻撃が失敗すると再攻撃は困難で、燃料を使い切った後のMe 163は加速も上昇もできない単なるグライダーに過ぎないため、ダイブで振り切れる高高度滑空中はともかく、一旦着陸態勢に入ると護衛戦闘機の好餌となった。
機体下部には着脱式の主輪が装着され、これは重量と空気抵抗を軽減させるため離陸後に投下され、着陸時には収納されていた橇(そり)で滑走しつつ着陸する方式となっていたが、この橇は細く絞った機体下部に収納する都合上幅が狭いために接地時の安定性が低く、着陸時にバランスを崩して滑走路に激突する事故が多かった。着陸後はエアバッグが付いた特殊車両によって回収されることになっているが、着陸後は自力で移動・避退できないため、対地攻撃の絶好の標的とされた。
しかしながら搭乗員たちはその高速飛行性能を極めて高く評価し、上記の致命的な諸欠陥さえも「悪女の魅力」とみなして本機を愛好した。

## その後
戦後、連合国軍に接収されたMe 163は詳細な調査が行われ、航空技術史的には高い評価を受けたが、ジェットエンジンの発展の前に「ロケット推進航空機」というジャンルの機種は衰退し、実用機としてはMe 163、桜花など数えるほどしか存在しない。
またソビエト連邦でも1942年にBI-1が飛行した。他にもミグI-270、DFS 40、DFS 194等があったがどれも実験段階で終わった。
しかし、世界で初めて水平飛行による超音速突破に成功したアメリカのベルX-1や、有人航空機としては2008年現在でも7,274 km/h／107.970 kmの最大到達速度／最大到達高度記録を保持しているノースアメリカンX-15のように、実験／記録機としては「ロケット推進航空機」はその後も存在し発展を続けている。また、一部の愛好家によって実用機では無いもののXCOR Aerospace社のXCOR EZ-Rocketのようなロケット飛行機が開発、飛行されている。

## バリエーション

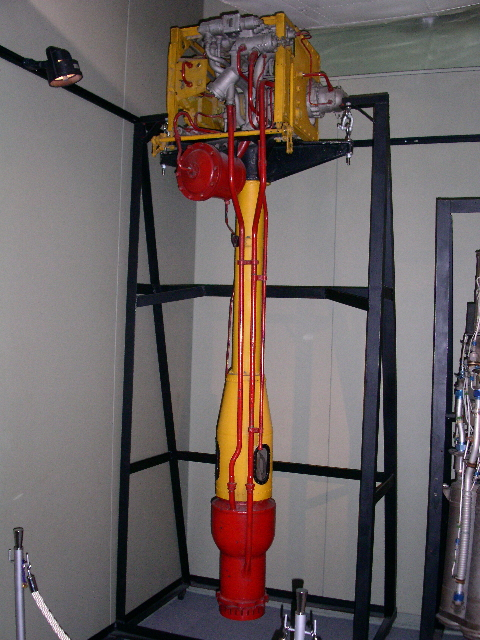
大阪市の交通科学博物館にて展示されていたHWK 109-509ロケットエンジン

Me 163A
ロケット動力の研究機であるDFS 194の改良型。実用型のMe 163Bとは異なる外観を持つ。HWK-R2-203（推力750kg）を搭載。
Me 163B-0
HWK-109-509A2（推力1,700kg）を搭載した先行量産型。70機生産。主にMG151/20 20mm機関砲2門（弾薬各100発）を装備。V46号機以降は30mmMK 108機関砲2門（弾薬各60発）を装備した。
Me 163B-0/R1
V46号機以降の機体に類似した型でクレム社ベブリンゲン工場で20機のみ作られた。
Me 163B-0/R2
B-0に類似しているがB-1の量産用の翼を使用しクレム社ベブリンゲン工場で30機のみ作られた。
Me 163B-1a
HWK-109-509A（推力1,700kg）を搭載。279機生産。MK 108 30mm機関砲2門（弾薬各60発）を装備。
Me 163B-2
標準量産型でクレム社で生産が予定されていた。武装・無線機ともB-1と同じだが、エンジンは巡航燃焼室の無いHWK-109-509Bの予定だった。
Me 163C
補助燃焼室を持つHWK-109/509C-1（推力2,000kg）を搭載。燃料搭載量を増やして航続時間の延長を目指した。涙滴式風防、与圧キャノピー、30mm機関砲を4門に増やすなどの改良を加え、試作機が3機ほど完成していたと見られるが、Me 163Dの方が有望であると判断されて生産は中止された。
Me 163S
B-1aの武装、ロケットエンジンを撤去して複座化した練習機。
Me 163D / Me 263（Ju 248）
ユンカース社によって大幅な再設計がなされている。橇式だった降着装置は前車輪式の油圧引込脚が装備され、胴体も真円断面構造に変更されている。HWK-109/509C-1を搭載し、航続時間も15分と延長された。MK 108 30mm機関砲2門（弾薬各40発）を装備。試作機が動力飛行テストなどを行ったが、量産には至らなかった。

## 秋水

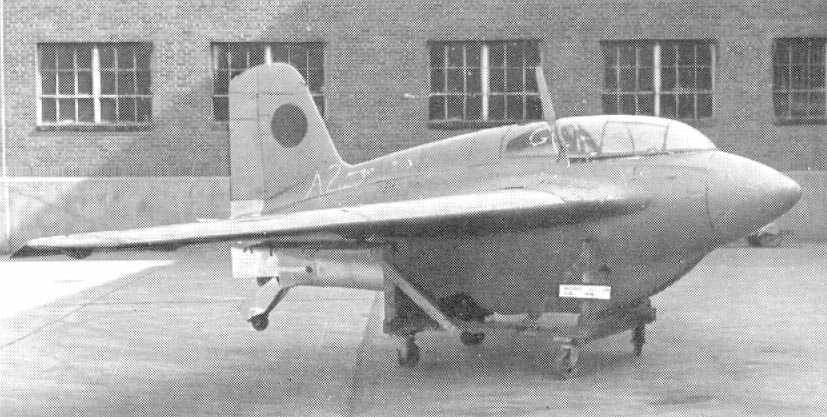
J8M 秋水

Me163の資料が Me262の資料とともに日独間の連絡潜水艦便で日本に送られ、これを基に局地戦闘機 秋水（J8M）が開発されたが、試作機の最初の試験飛行時に本機と同じく燃料供給問題が起きて失速、着陸に失敗して不時着大破している。
なお、潜水艦での資料送付以前の1944年初頭には、Me163Bの実機1機をエンジンとともに引き渡す契約が日独間で結ばれていたが、この実機は日本にたどり着くことなく終わっている。

## 要目
データはMe 163B-1のもの
- 全長： 5.75 m
- 全幅： 9.30 m
- 全高： 2.50 m
- 翼面積： 18.50 m2
- エンジン: HWK 109-509

Me-163の三面図

- エンジン出力： 最大17kN(3,800lbf)
- 最大速度： 960 km/h
- 上昇限度： 15,500 m
- 上昇能力： 10,000 m まで 3.2 min（3125m/分）
- 航続時間： 約 8 分
- 武装： 30mmMK 108機関砲 2基
- 乗員： 1 名

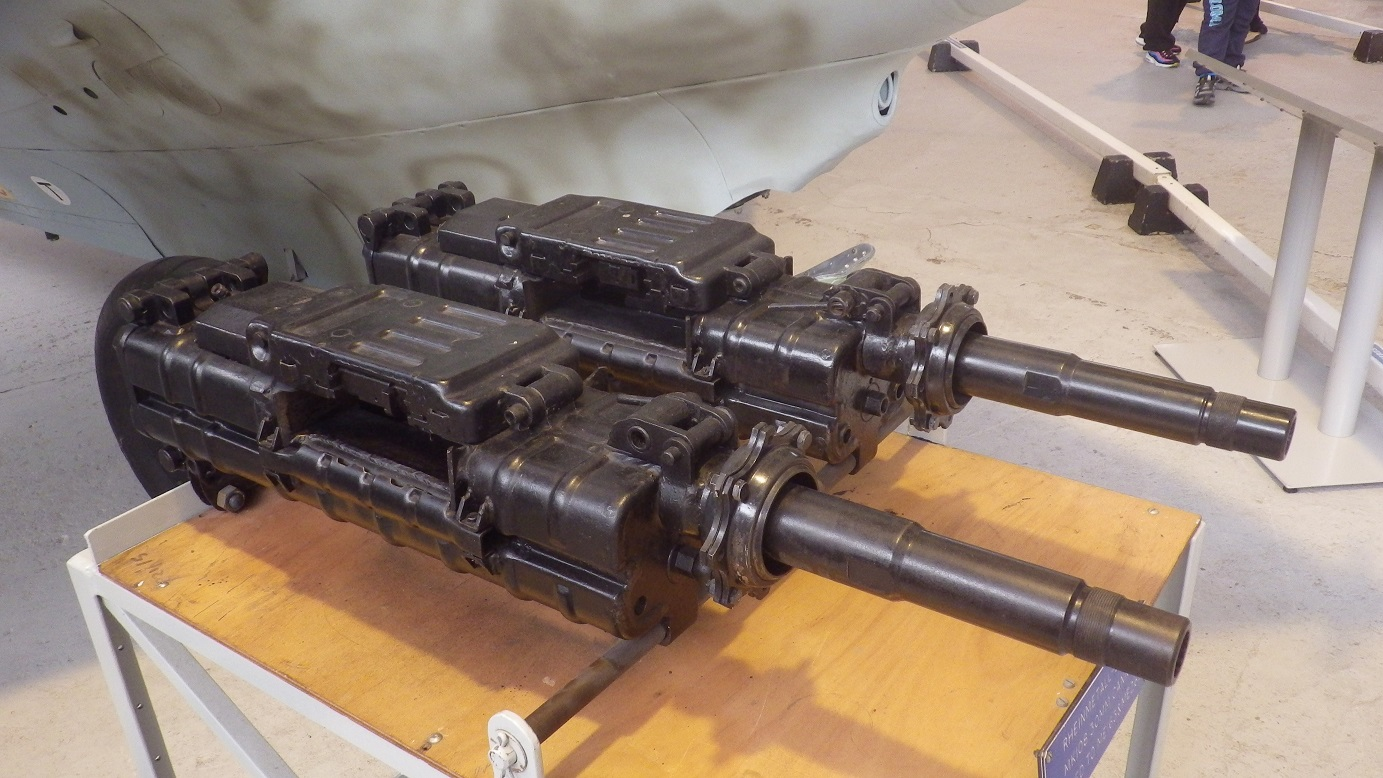
Royal Air Force Museum Cosford 所蔵の MK 108機関砲（2015年2月撮影）

## 現存する機体
- 番号の欄の数字番号はドイツ空軍における機体番号(Werk Number、WkNr.)。
- AMから始まる番号はイギリス空軍における機体番号。
- FE-500、8480Mはそれぞれアメリカ空軍、イギリス空軍における鹵獲機登録番号。

| 型名       | 番号               | 機体写真 | 国名           | 所有者                                                             | 公開状況       | 状態           | 備考           |
| ---------- | ------------------ | -------- | -------------- | ------------------------------------------------------------------ | -------------- | -------------- | -------------- |
| Me 163B    | 120370             |          | ドイツ         | ドイツ博物館                                                       | 公開           | 静態展示       |                |
| Me 163B    | 191095             |          | アメリカ       | 国立アメリカ空軍博物館                                             | 公開           | 静態展示       |                |
| Me 163B-1a | 191301 FE-500      |          | アメリカ       | 国立航空宇宙博物館別館 スティーヴン・F・ウドヴァーヘイジーセンター | 公開           | 静態展示       |                |
| Me 163B-1a | 191316             |          | イギリス       | サイエンス・ミュージアム                                           | 公開           | 静態展示       |                |
| Me 163B-1a | 191614 AM207       |          | イギリス       | イギリス空軍博物館コスフォード館                                   | 公開           | 静態展示       |                |
| Me 163B-1a | 191659 AM215       |          | イギリス       | 国立飛行博物館                                                     | 公開           | 静態展示       |                |
| Me 163B    | 191660             |          | アメリカ       | フライング・ヘリテージ・コレクション                               | 公開           | 静態展示       |                |
| Me 163B    | 191904 AM219 8480M |          | ドイツ         | ベルリン・ガトウ軍事歴史博物館                                     | 公開           | 静態展示       |                |
| Me 163B    | 191907 AM222       |          | オーストラリア | オーストラリア戦争記念館                                           | 公開           | 静態展示       |                |
| Me 163B    | 191914 AM220       |          | カナダ         | カナダ航空宇宙博物館                                               | 公開           | 静態展示       |                |
| Me 163B-1a | D-1636 (レプリカ)  |          | ドイツ         | 詳細はこちら。                                                     | 詳細はこちら。 | 詳細はこちら。 | 詳細はこちら。 |

## 登場作品
アニメ
『ストライクウィッチーズ』
TVアニメ第3期「ROAD to BERLIN」の第9話に新型ストライカーユニットとして登場。高速下でのロケット型ネウロイ撃破に活用された。実機と同じく燃料の腐食性が高く、燃料のかかった数名が着衣を溶かしてしまう。
ゲーム
『艦隊これくしょん -艦これ-』
「Me163B」の名称で登場。史実を反映してか、戦闘行動距離は作中の全航空機中最短だが、本機を配備した基地航空隊には基地空襲迎撃時に高い対爆撃機撃墜補正値が付与される。
『ブレイジングエンジェル2 シークレットミッション・オブ・WWII』
　プレイアブル機として使用可能。ミッション9「フライングタイガース」にて震電と共に強奪される。同ミッションではジェット機だと誤った説明がされるシーンがある。